# Жуківці (зупинний пункт)
Жукі́вці — пасажирський залізничний зупинний пункт Жмеринської дирекції Південно-Західної залізниці.
Розташований неподалік від села Жуківці Жмеринського району Вінницької області на лінії Жмеринка — Журавлівка між станціями Жмеринка (6 км) та Ярошенка (9 км).
На платформі зупиняються приміські електропоїзди та регіональний поїзд Київ — Рахни.